# Gerhard Mey
Gerhard Mey (* 12. Februar 1927 in Cursdorf; † 25. November 1997 in Weimar) war ein deutscher Konzertpianist und Weber-Preisträger.

## Leben
Mey studierte nach dem Abitur 1946 an der Musikhochschule Franz Liszt in Weimar Musik und bestand sein Solistenexamen 1951 mit Auszeichnung. Im gleichen Jahr wurde er mit dem ersten Preis beim Carl-Maria-von-Weber-Wettbewerb der Stadt Dresden geehrt. Er war Dozent an der Musikhochschule von 1951 bis Anfang der 1990er Jahre. Auf dem Gebiet der DDR gab er zahlreiche Konzerte. Er spielte 1982 beim Sender Weimar mit so großem Erfolg, dass er auch Einladungen u. a. aus der BRD bekam, wo er zuvor bereits gastierte. Einer Einladung in die BRD konnte Mey nicht folgen, weil er keine Reisegenehmigung hierfür bekam. Wegen seines unbeugsamen Charakters wurde seitens der Hochschule gegen ihn intrigiert.
Gerhard Mey war Bruder des Bürgerrechtlers Roland Mey. Gerhard Mey war eines der Opfer der Zusammenarbeit der Hochschule für Musik Franz Liszt und des Staatssicherheitsdienstes der DDR. Mey studierte an der Musikhochschule Franz Liszt in Weimar. Er unterrichtete bis an sein Lebensende in Weimar. Er wiederum war für Roland Mey einer der wesentlichen Kritikpunkte, weil sein Bruder Gerhard wie die anderen Opfer von Studenten, Dozenten und Professoren in der Festschrift zur 150-jährigen Geschichte der Musikhochschule von Wolfram Huschke allenfalls am Rande genannt wurden ohne eigentlich thematisiert zu werden.